# Crucea (Suceava)
Crucea é uma comuna romena localizada no distrito de Suceava, na região de Moldávia. A comuna possui uma área de 151.30 km² e sua população era de 2122 habitantes segundo o censo de 2007.